# 8693 Мацукі
8693 Мацукі (8693 Matsuki) — астероїд головного поясу, відкритий 16 листопада 1992 року.
Тіссеранів параметр щодо Юпітера — 3,496.